# Särstasjön
Särstasjön är en sjö i Hofors kommun i Gästrikland och ingår i Gavleåns huvudavrinningsområde. Sjön har en area på 0,173 kvadratkilometer och ligger 66,9 meter över havet. Sjön avvattnas av vattendraget Gavelhytteån.

## Delavrinningsområde
Särstasjön ingår i det delavrinningsområde (671098-153841) som SMHI kallar för Nedlagd mätstation. Medelhöjden är 73 meter över havet och ytan är 3,22 kvadratkilometer. Räknas de 98 avrinningsområdena uppströms in blir den ackumulerade arean 435,46 kvadratkilometer. Gavelhytteån som avvattnar avrinningsområdet har biflödesordning 2, vilket innebär att vattnet flödar genom totalt 2 vattendrag innan det når havet efter 61 kilometer. Avrinningsområdet består mestadels av skog (25 procent), öppen mark (23 procent) och jordbruk (44 procent). Avrinningsområdet har 0,17 kvadratkilometer vattenytor vilket ger det en sjöprocent på 5,3 procent.